# Обской
Обской — посёлок в Мошковском районе Новосибирской области. Входит в состав Дубровинского сельсовета. 

## География
Площадь посёлка — 56 гектаров.

## Население
| 2002 | 2007 | 2010 |
| ---- | ---- | ---- |
| 602  | ↗721 | ↘543 |

## Инфраструктура
В посёлке по данным на 2007 год функционируют 1 учреждение здравоохранения и 2 учреждения образования.